# Wave (operator telekomunikacyjny)
Wave – sieć telekomunikacyjna prowadzona przez firmę LOGIKA Tomasz Gruca, oferująca swoje usługi na terenie woj. pomorskiego – Gdyni, Gdańska, powiatu wejherowskiego, kartuskiego i nowodworskiego oraz woj. warmińsko-mazurskiego - powiatu braniewskiego i elbląskiego. Sieć ta składa się z sieci światłowodowej obejmującą zasięgiem największą dzielnicę Gdyni oraz sieci radiowej działającej na częstotliwości 5 GHz.
Poza radiowym i kablowym dostępem do Internetu, operator ten ma w swojej ofercie telewizję cyfrową – satelitarną i IPTV oraz usługę telefonii stacjonarnej w technologii VoIP działającą w oparciu o przyznaną publiczną numerację telefoniczną.

## Historia
W początkowych latach działalności – od 2004 do 2009 roku – sieć ta funkcjonowała pod nazwą Chwarzno.PL oferując przede wszystkim kablowy dostęp do Internetu na terenie gdyńskiej dzielnicy Chwarzno. Sieć powstała z połączenia sieci sąsiedzkich wybudowanych przez mieszkańców Chwarzna.
We wrześniu 2009 roku w dzielnicy Chwarzno został uruchomiony pierwszy przekaźnik sieci radiowej działający w technologii 5 GHz.
W związku z planami rozwoju sieci poza dzielnicę Chwarzno, w październiku 2009 roku firma LOGIKA podjęła decyzję o przemianowaniu nazwy sieci Chwarzno.PL na Wave.
W sierpniu 2010 roku sieć Wave uruchomiła pierwszy przekaźnik sieci radiowej na terenie gdyńskiej dzielnicy Wiczlino.
W grudniu 2010 roku firma LOGIKA stała się członkiem KIKE - Krajowej Izby Komunikacji Ethernetowej - izby gospodarczej zrzeszającej operatorów telekomunikacyjnych.
W 2011 r. firma LOGIKA otrzymała przydział publicznych adresów IP - 91.224.116.0/23 oraz własny numer AS - AS56373.
Pierwszy odcinek magistralnej sieci światłowodowej Wave został wybudowany na przełomie 2012 i 2013 roku. Obejmuje on wyłącznie teren dzielnicy Chwarzno.
W listopadzie 2012 roku firma LOGIKA uruchomiła pierwszy przekaźnik znajdujący się poza Gdynią – w miejscowości Bojano.
Kolejnymi etapami rozwoju sieci było uruchomienie przekaźnika w gdyńskiej dzielnicy Dąbrowa, kolejnych przekaźników w Bojanie oraz nowych przekaźników w Koleczkowie i w Kielnie w lecie 2013 roku.
W czerwcu 2013 r. sieć Wave została przyłączona do gdańskiego węzła wymiany ruchu (GIX).
Jesienią 2013 roku firma LOGIKA wybudowała drugi odcinek sieci światłowodowej – na terenie dzielnicy Wiczlino – umożliwiając podłączenie osiedli mieszkaniowych oraz zwiększając przepustowość przekaźników sieci radiowej.
W 2014 roku sieć radiowa rozpoczęła działanie w miejscowościach: Chwaszczyno, Warzno, Rębiska, Dobrzewino, Karczemki, Tuchom oraz w gdańskiej dzielnicy Osowa.
W lipcu 2017 roku firma LOGIKA przejęła i zmodernizowała sieć NetCom z Braniewa i rozpoczęła dostawę dostępu do Internetu w miejscowościach: Braniewo, Frombork, Krynica Morska, Lelkowo, Pogrodzie, Tolkmicko i okolicach.
W pierwszym kwartale 2018 roku sieć Wave objęła zasięgiem nowe miejscowości jak Łężyce (województwo pomorskie), Rogulewo, Dzierżążno (powiat kartuski), Borkowo (powiat kartuski) i Małkowo.
W czerwcu 2018 roku firma LOGIKA otrzymała przydział publicznych adresów IP - 194.49.104.0/22 i została członkiem RIPE NCC jako LIR (Local Internet Registry).

## Internet
Od 2013 roku w sieci kablowej oferowane są prędkości dostępu do 300 Mbps, od 2011 roku w sieci radiowej – do 50 Mbps.

## Telefonia stacjonarna
Od 2009 roku firma LOGIKA oferuje telefonię stacjonarną dostarczaną w technologii VoIP korzystając z usług firm partnerskich. W roku 2011 została uruchomiona własna centrala telefoniczna połączona z wieloma operatorami telekomunikacyjnymi działająca na własnej numeracji PSTN – 58 6006 i 55 5005 oraz z własnym numerem rutingowym - C5756.

## Telewizja cyfrowa

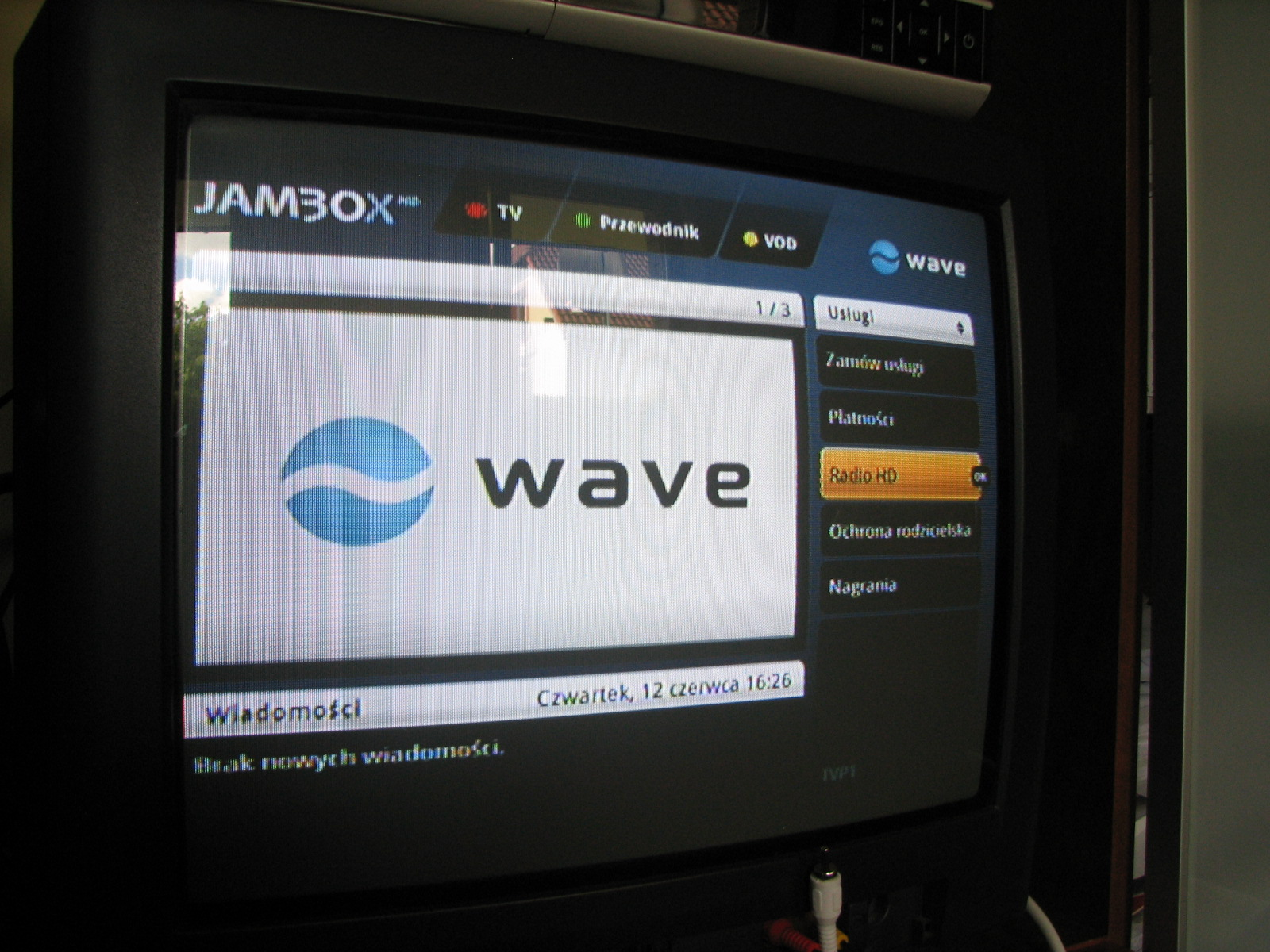
JAMBOX TV Portal z logo Wave.

Od czerwca 2010 w sieci Wave można zamówić telewizję satelitarną działającą przy wykorzystaniu platformy Telewizja na kartę.
Od czerwca 2014 roku w sieci kablowej Wave dostępna jest telewizja IPTV dostarczana przez platformę JAMBOX.